# السيدة مارفل

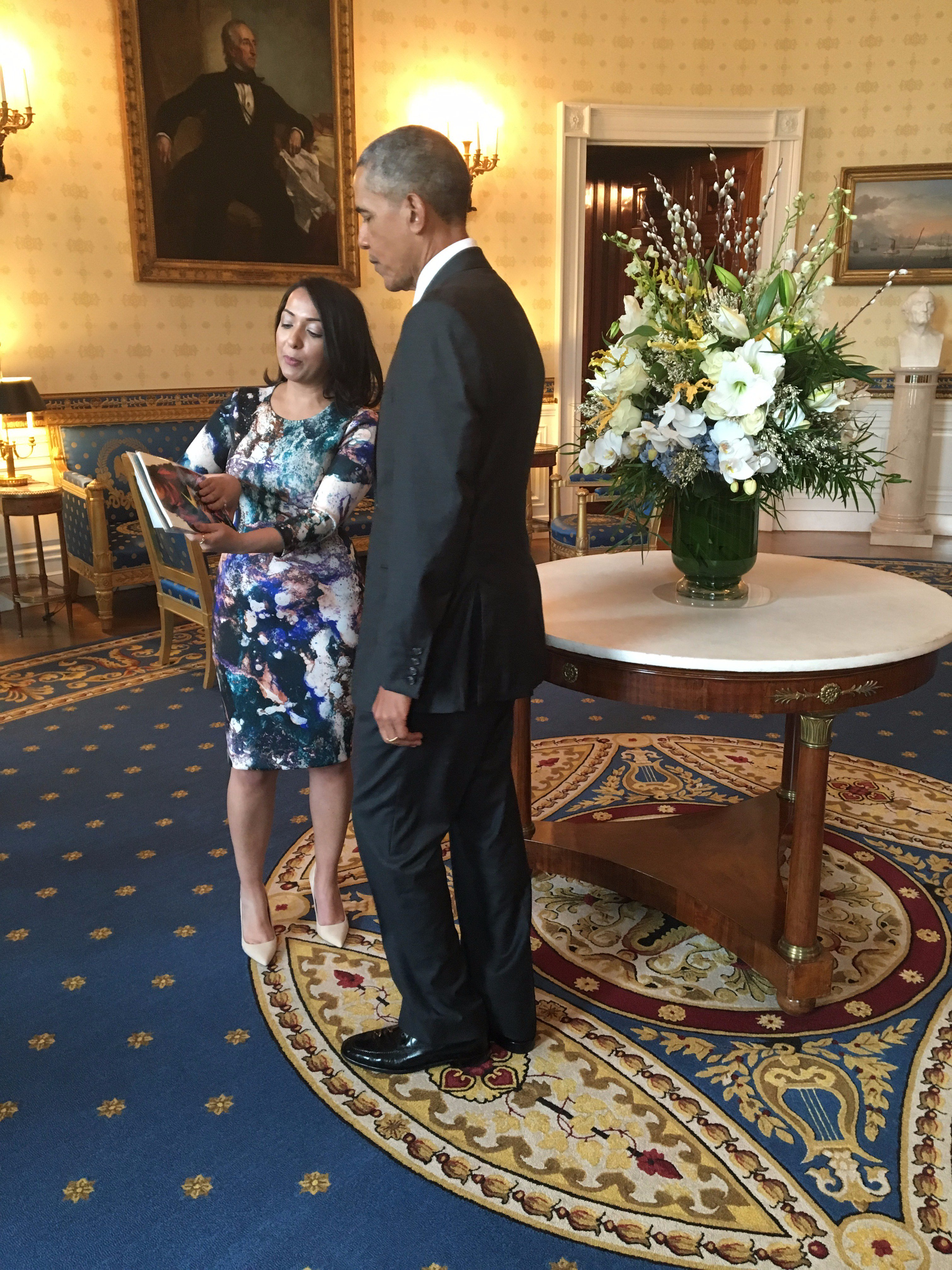
سناء أمانات يقدم الرئيس باراك أوباما نسخة من السيدة مارفل الجزء. 1 في حفل استقبال لشهر تاريخ المرأة.

السيدة مارفل (بالأنجليزية - السيدة مارفل) هو مُسمى يُطلق على العديد من الأبطال الخارقين الخياليين الذين يظهرون في الكتب المصورة التي نشرتها شركة مارفل كومكس، وهي شركة نشر في الولايات المتحدة تنشر مجلات القصص مصورة، أو «كومكس» (قصص مصورة). كانت الشخصية في الأصل تصورًا لنظيرتها كابتن مارفل. مثل الكابتن مارفل، فإن معظم حاملي لقب السيدة مارفل يكتسبون صلاحياتهم من خلال تكنولوجيا كري أو علم الوراثة. نشرت مارفل أربعة مسلسلات هزلية بعنوان «السيدة مارفل»، أول نستخين من بطولة كارول دانفرز، والثالثة والرابعة من بطولة كامالا خان.

## كارول دانفيرز

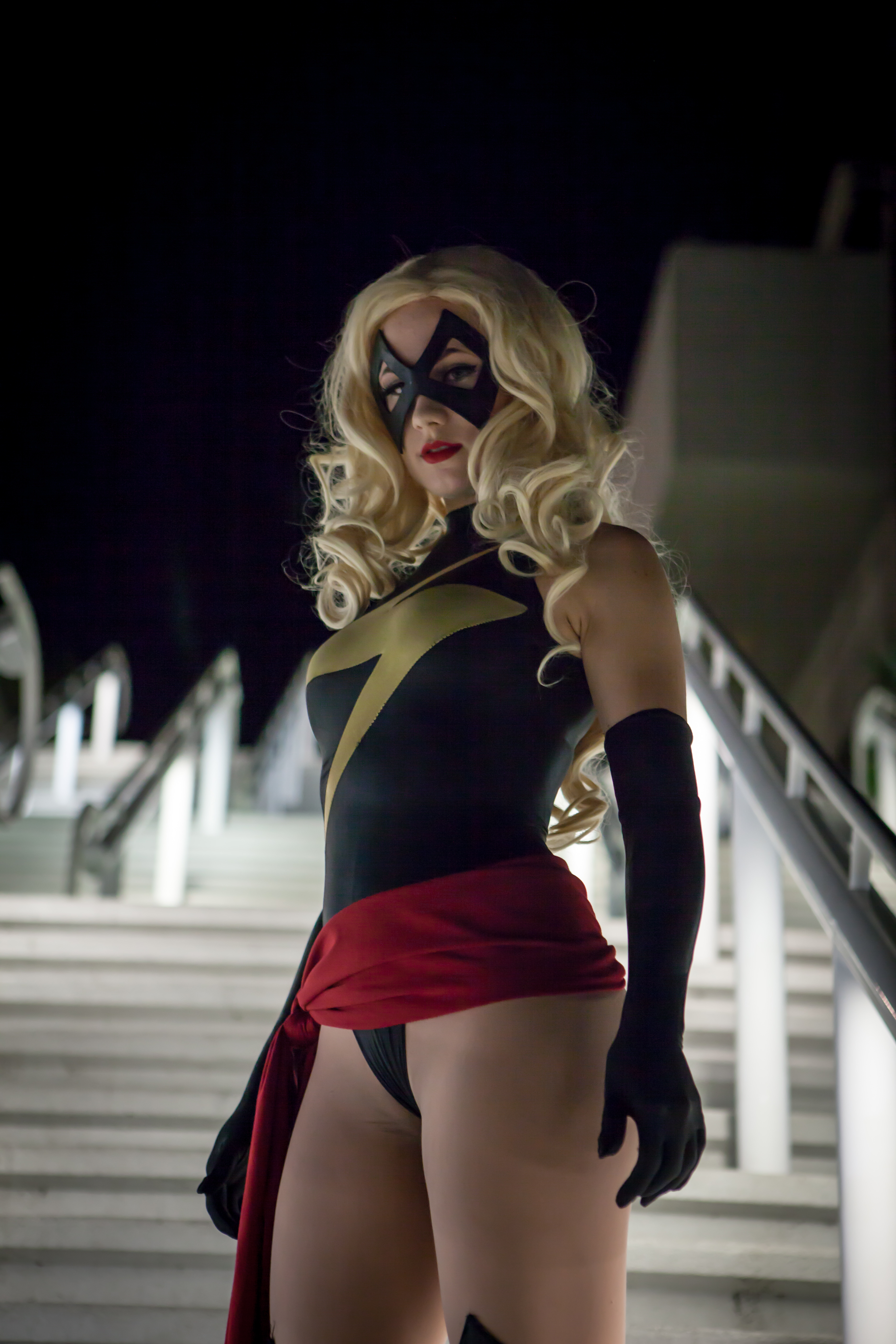
كارول دانفرز في دور السيدة مارفل

ظهرت كارول دانفيرز، الشخصية الأولى لاستخدام اللقب «السيدة مارفل»، لأول مرة في مارفل سوبر هيروز (مارس 1968) من قبل الكاتب روي توماس والفنانة جين كولان كضابطة في القوات الجوية للولايات المتحدة لا تمتلك قوة خارقة. بعد وقوع انفجار مع الكابتن الخارق لكرى الكابتن مارفل في الكابتن مارفل (نوفمبر 1969)، تعيد دانفيرز الظهور في السيدة مارفل رقم 1 (يناير 1977) مع القوى خارقة نتيجة للانفجار الذي تسبب في اندماج الحمضها النووي مع الكابتن في السيدة مارفل. كما تصبح دانفرس -مس مارفل -شخصية الأساسية لفريق الأبطال الخارقين «المنتقمون»، ابتداء من «المنتقمون» (مايو 1978). تواصل دانفرس استخدام الأسماء الرمزية بيناري  وواربيد في يوليو 2012، تفترض دانفيرز عباءة الكابتن مارفل تكريمًا لحاملها الأصلي، مارفيل، بعد أن أخبرها كابتن أميركا أن مارفيل يريدها أن تحصل عليها.

## شارون فينتورا
ظهرت شارون فينتورا، الشخصية الثانية لاستخدام الاسم المستعار السيدة مارفل، لأول مرة في «ذا ثينج» سبتمبر 1985، من قبل مايك كارلين ورون ويلسون، كممثل حيلة مع ثاندريدرز، حيث التقت ذا ثينج. في ذا ثينج (مايو 1986)، تطوعت فينتورا لتجربة باور بوكر لاستقبال القوى العظمى من أجل الانضمام إلى اتحاد المصارعة غير المحدود مع ذا سينج، مع تسمية السيدة مارفل. تنضم فينتورا نفسها لاحقًا إلى فنتاستك فور (أكتوبر 1987)، وبعد أن ضربتها الأشعة الكونية في فانتاستيك فور (يناير 1988)، يتحول جسم فينتورا إلى مظهر مشابه لظاهرة ذا ثينج وتتلقى لقب «شي ثينج».

## كارلا سوفين
ظهرت الدكتورة كارلا سوفين، سوبرفيلين المعروفة باسم مونستون، لأول مرة باسم بندقية سلاح الطبيب فاوست، في كابتن أميركا 1975 من قبل مارف وولفمان وفرانك روبنز. في ذا انكريدبل هولك (أكتوبر 1978)، أصبحت صوفين الطبيبة النفسية للوغد مونستون، المعروف أيضا باسم لويد بلوخ. خدع صوفية بلوخ لإعطائها النيزك الذي يخوله، وهي تعتمد على حد سواء اسم وقدرات مونستون. خلال قصة «عهد مظلم»، تنضم سوفين إلى مجموعة نورمان أوزبورن من المنتقمون، والمعروفة باسم الأنتقام الأسود، باعتبارها شخصية مشابهة للسيدة مارفيل السابقة، كارول دانفيرز. أصبحت سوفين الشخصية الرئيسية لسلسلة السيدة مارفل التي تبدأ في العدد 38 (يونيو 2009) حتى يأخد دانفرس العنوان في العدد 47 (يناير 2010).

## كمالا خان
كمالا خان، التي أنشأتها سناء أمانات وج. ويلو ويلسون وأدريان ألفونا، هي الشخصية الرابعة التي تأخذ اسم السيدة مارفل. ظهرت خان لأول مرة في الكابتن مارفل رقم 17 (نوفمبر 2013) وهي أمريكية من أصل باكستاني تبلغ من العمر 16 عامًا من مدينة جيرسي، بولاية نيوجيرزي، وهي التي تعزّز كارول دانفرز. أعطيت خان سلسلة أفلامها الخاصة «مارفل»، والتي عُرضت لأول مرة في فبراير 2014، لتصبح أول شخصية مُسلمة للمارفل كوميكس لتتصدر كتابها الهزلي. أول ألبوم تم جمعه من هذه السلسلة، السيدة مارفل ألالبوم 1: نو نورمال، فازت بجائزة هوغو 2015 لأفضل قصة مصورة.